# C-lebrity
C-lebrity è il secondo singolo estratto dall'album The Cosmos Rocks, della rock band britannica dei Queen + Paul Rodgers.

## Il singolo
Preceduto da Say It's Not True nel dicembre 2007, è stato suonato per la prima volta all'Al Murray Show il 4 aprile 2008, passato in radio dal 4 agosto in Inghilterra e pubblicato l'8 settembre 2008 in formato CD, Vinile 7" e Download Digitale.
Il singolo è entrato nelle Uk Single Charts (Week 38) in 33ª posizione alla prima settimana dall'uscita, trainando al 51º posto l'album Greatest Hits a 27 anni dalla sua uscita.
Il singolo non è stato ben accolto dalla critica, in particolare le obiezioni sono state sulla scelta del brano per il lancio del nuovo album. A conferma di ciò il brano non ha raggiunto particolari livelli di vendita, uscendo ben presto dalle charts internazionali (in Inghilterra vi è rimasto solo per una settimana). A differenza di Say It's Not True, uscito nel 2007, si può definire il primo vero e proprio singolo della nuova band. È infatti stato suonato per la prima volta con un mixaggio molto simile a quello dell'album, mentre il singolo ha lo stesso mixaggio dell'album.

## Stile
Lo stile della canzone risente molto dell'influenza dei membri superstiti dei Queen anche se non introduce particolari novità. Molto evidente in questa canzone è la chitarra di Brian May, fin dall'introduzione, così come i cori tipici dei Queen. La canzone, nata da un'idea originale di Roger Taylor, ha forti similitudini con vecchie hits dei Queen.

## Curiosità
- Taylor Hawkins dei Foo Fighters canta nel coro della canzone.[1].
- In questa traccia Brian May suona anche il basso.[2]
- Il riff di chitarra è simile a quello di A Touch Of Evil dei Judas Priest e uguale a quello di The Metal dei Tenacious D.

## Tracce

### CD
1. C-lebrity – 3:38
2. C-lebrity (Video)

### Maxi CD
1. C-lebrity – 3:38
2. Say It's Not True – 4:01
3. Tie Your Mother Down (Live in Sheffield)" (Brian May) – 4:30
4. C-lebrity (Video)
5. Say It's Not True (Video)

### Vinile "7
Lato A: C-lebrity – 3:38

Lato B: Fire & Water (Live at Saitama Super Arena, Tokyo, 2005) – 3:46

### Download digitale
1. C-lebrity
2. Fire & Water (Live at Saitama Super Arena, Tokyo, 2005)
3. The Show Must Go On (Live at Saitama Super Arena, Tokyo, 2005)

The Show Must Go On è disponibile solo per il download da iTunes Store